# Margaretha Hedwig

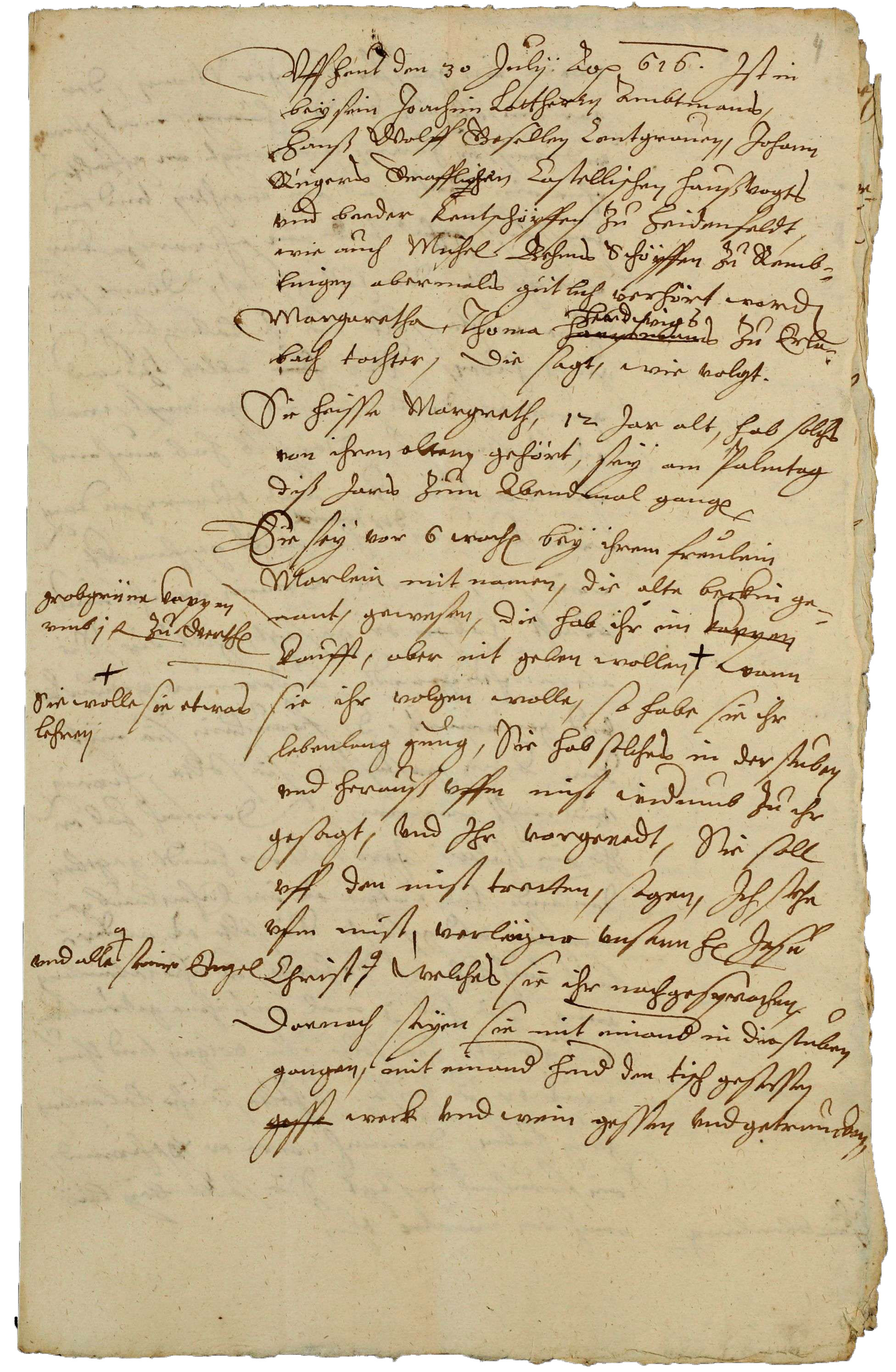
2. Vernehmung von Margaretha Hedwig, Protokoll

Margaretha Hedwig (geboren 1604 in Erlenbach bei Marktheidenfeld; Todesjahr unbekannt) war ein der Hexerei bezichtigtes Mädchen. Von der Dorfgemeinde und der eigenen Familie verstoßen, zeigte sich „Margret“ Hedwig im Juli 1616 vermutlich selbst an. Sie war damals 12 Jahre alt.

## Prozessverlauf
Margaretha räumte zunächst ein, von einer älteren Frau namens Margaret Schmidt aus Unteraltertheim mit dem Teufel bekannt gemacht worden zu sein, gab aber auch persönliche Abmachungen mit dem Teufel zu Protokoll. Sie beschrieb vor Gericht den Teufel als großen, seltsam gekleideten, bartlosen Mann mit schwarzen und weißen Haaren und einem Ziegenfuß. Sie habe sechs Begegnungen mit ihm gehabt, darunter eine, als er im weißen Gewand vor der Kirche erschien. Sie beteuerte, ihr Pakt mit dem Teufel habe in ihrem Dorf zu heftigen Gewittern und Stürmen geführt und die Ernte zerstört. Im Verhörprotokoll lautete die Kernaussage so:
„Sie solle ihm [dem Teufel] folgen und tun was er ihr heiße, so solle sie ihr Leben lang genug haben.“
Das Zentgericht des Bistums Würzburg in Remlingen verhandelte den Fall, sah die Schuld aber nicht als erwiesen an und schickte Margaretha Hedwig nach Hause. Gleichzeitig wurde der Fall der Bekannten von Margaretha Hedwig verhandelt, der der Hexerei beschuldigten Witwe Margaret Schmidt aus Unteraltertheim. Auch hier entschied das Gericht zugunsten der Frau.

## Nachgeschichte
Die Gemeinden jedoch sträubten sich, die freigesprochenen „Hexen“ wieder einzugliedern. Bei Margaret Schmidt bestanden sie darauf,
„auff das der grundt ans taglicht kommen und die liebe feldfrücht desto weniger schadens [...] leiden.“

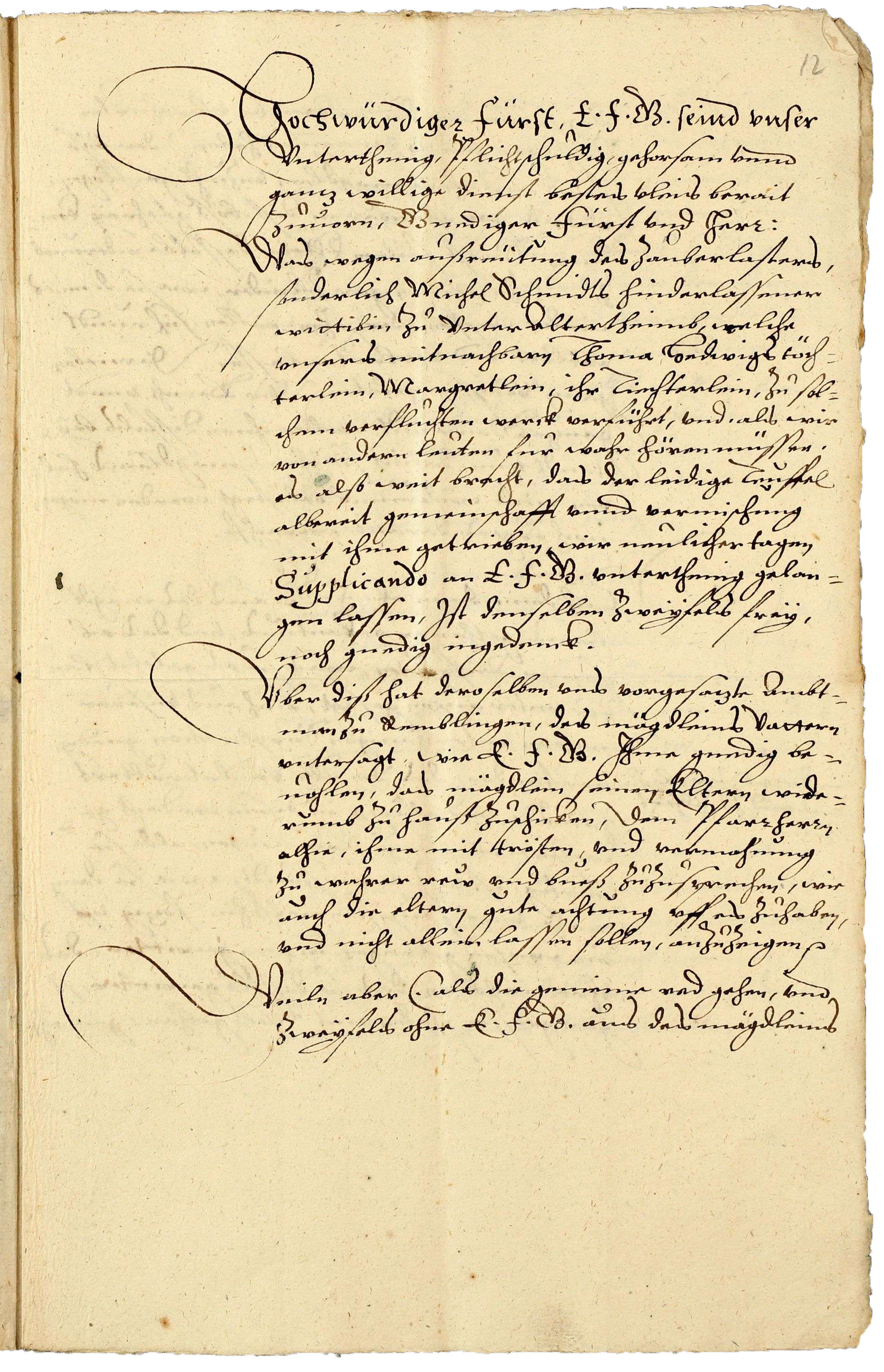
Schreiben der Gemeinde Erlenbach an den Bischof.

Margaretha Hedwigs Eltern gaben in einem Schreiben der Gemeinde an den Bischof Julius Echter zu Protokoll, aus Angst vor Beschimpfungen der Nachbarn die Tochter „weder wissen noch sehen“ zu wollen. Sie erbaten eine Unterbringung im Würzburger Spital. Auch das wurde vom Zentgericht abgelehnt. Im Gegenteil: Der Bischof wies das ausführende Organ, nämlich den Amtmann in Erlenbach an, das Mädchen vor Übergriffen zu schützen. Mehr ist zu ihrem Verbleib in den Archiven nicht zu finden.
Der Fall wird von der Historikerin Anne Christina May als hervorhebenswert bezeichnet, weil er ein von religiösen Ängsten traumatisiertes Kind zeigt, das aus der Gesellschaft ausgeschlossen wird und vor einem Gericht ein würdiges Verfahren bekommt.

## Hintergrund
Im Mai 1616 gab es in Unterfranken massive Gewitter, Regenfälle und Hagelstürme, die der Hexenverfolgung Aufwind gaben und in der ganzen Gegend zu Übergriffen, Hexenprozessen mit Folter und Todesurteilen führten. Jedoch gingen die Gerichte vorsichtig mit Anzeigen und Selbstanzeigen um. Der Fall von Margaretha Hedwig und ihrer Bekannten Margaret Schmidt ist dafür typisch.